# Activitate optică
Activitatea optică este fenomenul optic de rotire a planului de polarizație a luminii liniar polarizate, întâlnit în cazul anumitor substanțe (ex. cuarț, cristale de zahăr, zahăr în soluție, cinabru, clorat de sodiu, terebentină, sulfat de chinină etc.), este numit polarizare rotatorie.
Unele substanțe optic-active sunt dextrogire adică rotesc planul de polarizare spre dreapta (în sensul de rotire al acelor de ceasornic) pentru observatorul spre care vine lumina, iar altele sunt levogire, adică dau o rotire inversă.